# 1280 в Україні

## Події
- Лев Данилович приєднав до Руського Королівства частину сучасного Закарпаття.
- У боротьбу за краківський престол втрутилися Лев Данилович та Орда.

## Засновані, зведені
- Біласовиця